# Langues ok-oksapmin
Les Langues ok-oksapmin (ou langues grand ok) sont une famille de langues papoues parlées en Papouasie-Nouvelle-Guinée, dans la province de Papouasie occidentale et en Indonésie, en Papouasie.

## Classification
La parenté entre les langues ok et l'oksapmin a été établie par Loughnane et Fedden (2011). Les langues ok-oksapmin sont rattachées à une famille hypothétique, les langues de Trans-Nouvelle Guinée. 
Les langues ok sont souvent présentées comme formant une seule famille avec les langues awyu qui est appelée ok-awyu. Pour van den Heuvel et Fedden (2014), si les langues ok et awyu, font partie de l'ensemble trans-nouvelle-guinée, leurs ressemblances sont dues aux contacts importants entre les populations, et n'il y a pas de lien génétique direct entre les deux groupes qui doivent être vu comme deux familles de langues différentes.

## Liste des langues
Les langues ok-osapmin sont :
- langues ok-oksapmin 
  - groupe des langues ok
    - sous-groupe kwer-kopkaka-burumakok 
      - kopkaka
        - sous-groupe kwer-burumakok 
          - burumakok
          - kwer

    - sous-groupe ok des basses terres
      - iwur
      - ninggerum
      - muyu du Nord
      - muyu du Sud
      - yonggom

    - sous-groupe ok des montagnes
      - bimin
      - faiwol
      - sous-groupe mianique
        - mian
        - suganga

      - setaman
      - telefol
      - tifal
      - urapmin

    - sous-groupe ngalum
      - sous-groupe tangko-nakai 
        - nakai
        - tangko

  - oksapmin

## Sources
- (en) Robyn Loughnane, Sebastian Fedden, 2011, Is Oksapmin Ok? A study of the genetic relatedness of Oksapmin and the Ok languages, Australian Journal of Linguistics, 31:1, pp. 1-42.
- (en) Wilco van den Heuvel, Sébastian Fedden, 2014, Greater Awyu and Greater Ok: Inheritance or Contact?, Oceanic Linguistics 53:1, pp. 1-36.